# サッソコルヴァーロ・アウディトーレ
サッソコルヴァーロ・アウディトーレ（伊: Sassocorvaro Auditore）は、イタリア共和国マルケ州ペーザロ・エ・ウルビーノ県にある、人口約4,900人の基礎自治体（コムーネ）。
2019年1月1日にアウディトーレとサッソコルヴァーロが合併して発足した。

## 地理

### 位置・広がり

#### 隣接コムーネ
隣接するコムーネは以下の通り。括弧内のRNはリミニ県所属を示す。
- ジェンマーノ (RN)
- ルナーノ
- マチェラータ・フェルトリア
- メルカティーノ・コンカ
- モンテ・チェリニョーネ
- モンテフィオーレ・コンカ (RN)
- ピアンディメレート
- タヴォレート
- ウルビーノ

### 地震分類
サッソコルヴァーロ・アウディトーレにおけるイタリアの地震リスク階級 (it) は、zona 2 (sismicità media) に分類される。

## 行政

### 分離集落
サッソコルヴァーロ・アウディトーレには、以下の分離集落（フラツィオーネ）がある。
- Auditore, Bronzo, Ca' Guido, Ca' Angelino, Caprazzino, Case Nuove Provinciali, Casinina, Castelnuovo, Celletta di Valle Avellana, Fontanelle, Mercatale, Molino Fulvi, Piagnano, Pian d'Alberi, San Donato in Taviglione, San Giovanni, San Leo Nuovo, Sassocorvaro